# 董源
董 源（とう げん、拼音:Dŏng Yuán、934年 - 962年）は、中国五代十国時代の南唐・北宋初期の画家。字は叔達。洪州鍾陵県の出身。人物画と風景画で知られ、将来、9世紀の中国で筆画の標準となる、優雅なスタイルを例示した。董源と、その弟子である巨然は、江南風景画として知られる風景画の創始者である。董源や巨然らは、荊浩や関同らとともに、当時を代表する画家であった。

## 主な作品
- 瀟湘図
- 寒林重汀図
- 洞天山堂図
- 渓岸図

## 文献
- 『董源　巨然　文人画粋編 中国篇 2』（中央公論社、新装愛蔵版[2]1985年）